# Château de Juvisy
Le château de Juvisy est un château français situé dans la commune de Juvisy-sur-Orge, en pays Hurepoix, dans le département de l'Essonne et la région Île-de-France, à dix-huit kilomètres au sud-est de Paris.

## Situation
| \| Localisation du château de Juvisy dans l'Essonne. · Château de Juvisy \| Localisation du château de Juvisy dans l'Essonne. |
| Localisation du château de Juvisy dans l'Essonne. · Château de Juvisy                                                         |

Le château de Juvisy est situé sur le coteau surplombant la rive gauche de la Seine, en bordure droite de l'ancienne route royale de Fontainebleau devenue la route nationale 7.

## Histoire
Le château et le parc ne figurent sur aucune carte ancienne. On ignore sa date de construction exacte et son architecte, mais le château, qui est construit à l'emplacement d'un ancien monastère, daterait du XVIIe siècle. En 1632, Michel Le Masle, chanoine de Notre-Dame de Paris et intendant du cardinal de Richelieu, acquiert une grande partie des terres de Juvisy, pour bénéficier d'une résidence champêtre à proximité avec la route Royale. Antoine Rossignol des Roches, président de la Chambre des comptes et conseiller de Louis XIII puis de Louis XIV, rachète le domaine, en 1659. Il entreprend alors de grands travaux d'agrandissement et de restauration. Il fait notamment construire, à l'extrémité de l'aile Sud, le "Pavillon Louis XIV" pour accueillir le roi dans les meilleures conditions, tandis que l'aile Nord donne désormais sur l'église Saint-Nicolas qui a remplacé la chapelle en 1624. Le château se trouve dans un parc qui descend jusqu'à la Seine et comporte une terrasse en fer à cheval. Les jardins sont réalisés par André Le Nôtre. En 1706, Bonaventure, le fils d'Antoine Rossignol des Roches, cède la propriété qui passera de mains en mains, pendant un siècle.  
Elle est rachetée, en 1807, par le comte Auguste de Monttessuy, maire de Juvisy de 1823 à 1835. Il acquiert les terres environnantes afin d'agrandir considérablement le domaine. Le jardin est ainsi complètement remodelé, de 1822 à 1836, et devient un véritable parc paysager où se trouve un rendez-vous de chasse. Au décès du comte, en 1840, son fils Gustave de Montessuy devient le propriétaire du château. Le jardin et ses statues de marbre subissent d'importantes destructions lors de la guerre de 1870. En 1885, la comtesse de Monttessuy, veuve, morcèle le terrain et le commercialise par l'intermédiaire de la Société Immobilière du Château de Juvisy, créée en 1896. C'est la partie inférieure du parc (entre l'avenue de la Terrasse actuelle et la voie ferrée) qui est lotie la première. Les lots de la partie supérieure (entre l'avenue de la Terrasse et la nationale 7 actuelles), quant à eux, ne seront mis en vente qu'à partir de 1911, puis avec plus de succès, dans les années 1920. Afin d'attirer les acheteurs, le cabinet Bernheim aménage le quartier avec de larges avenues cossues et fait construire deux magnifiques escaliers d'accès (toujours visibles de nos jours) : le premier derrière l'église, le second face au miroir.  
Après un référendum en 1898, la municipalité de Charles Legendre acquiert le château, en 1900, pour y installer la mairie et les services municipaux, ainsi que le presbytère. Le pavillon "Louis XIV" est remplacé, en 1908, par l'école des filles,. Le château est malheureusement détruit pendant le bombardement de Juvisy, en avril 1944. Seuls, ont subsisté quelques ornements du parc, comme le Fer-à-cheval, aujourd'hui inscrit aux monuments historiques, et le miroir.

## Architecture

### Le parc
Les jardins de Juvisy étaient réputés pour leurs cascades, sans conteste parmi les plus spectaculaires de France.
André Le Nostre s'y est surpassé, et le domaine devait sans doute être pour lui l'une de ses plus grandes réussites et fierté au titre de l'ingéniosité déployée, tout en respectant la Nature.

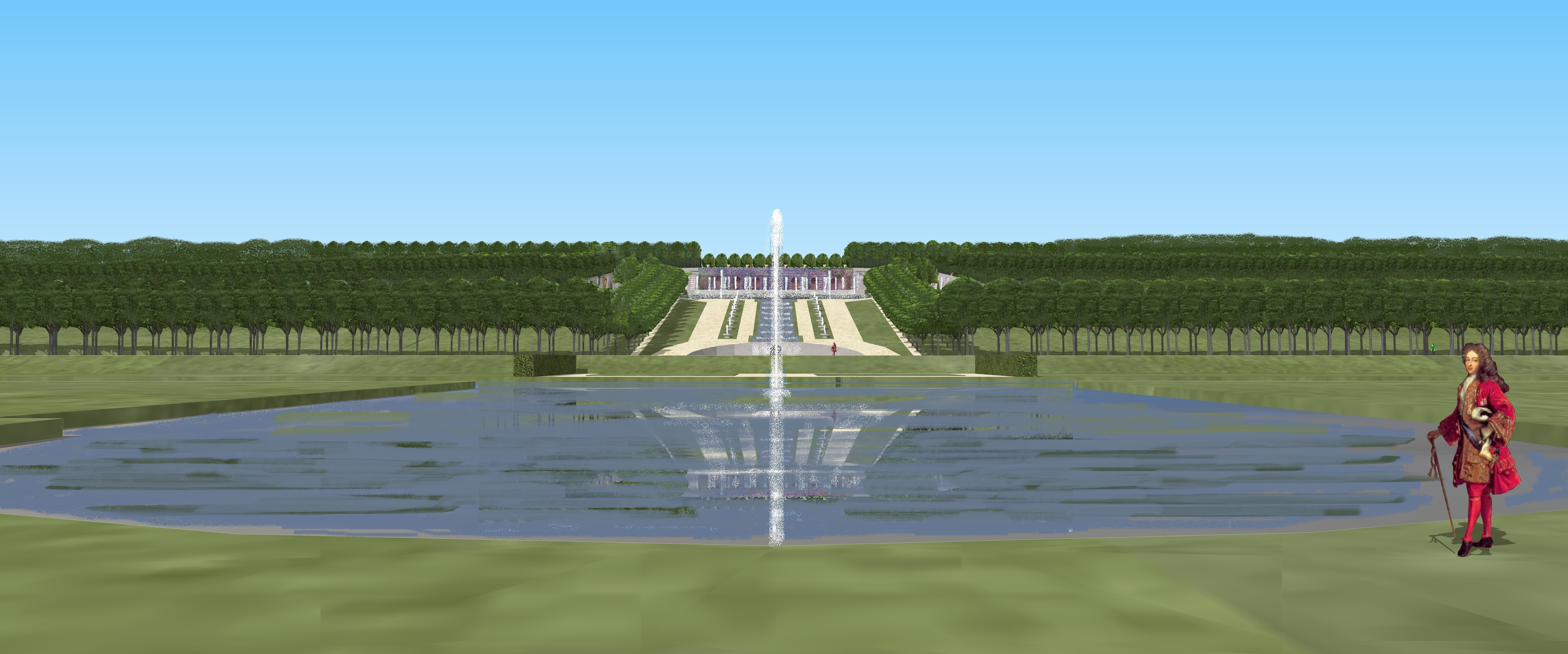
Vue des cascades depuis le bout de la perspective basse. Seconde moitié du XVIIe siècle.
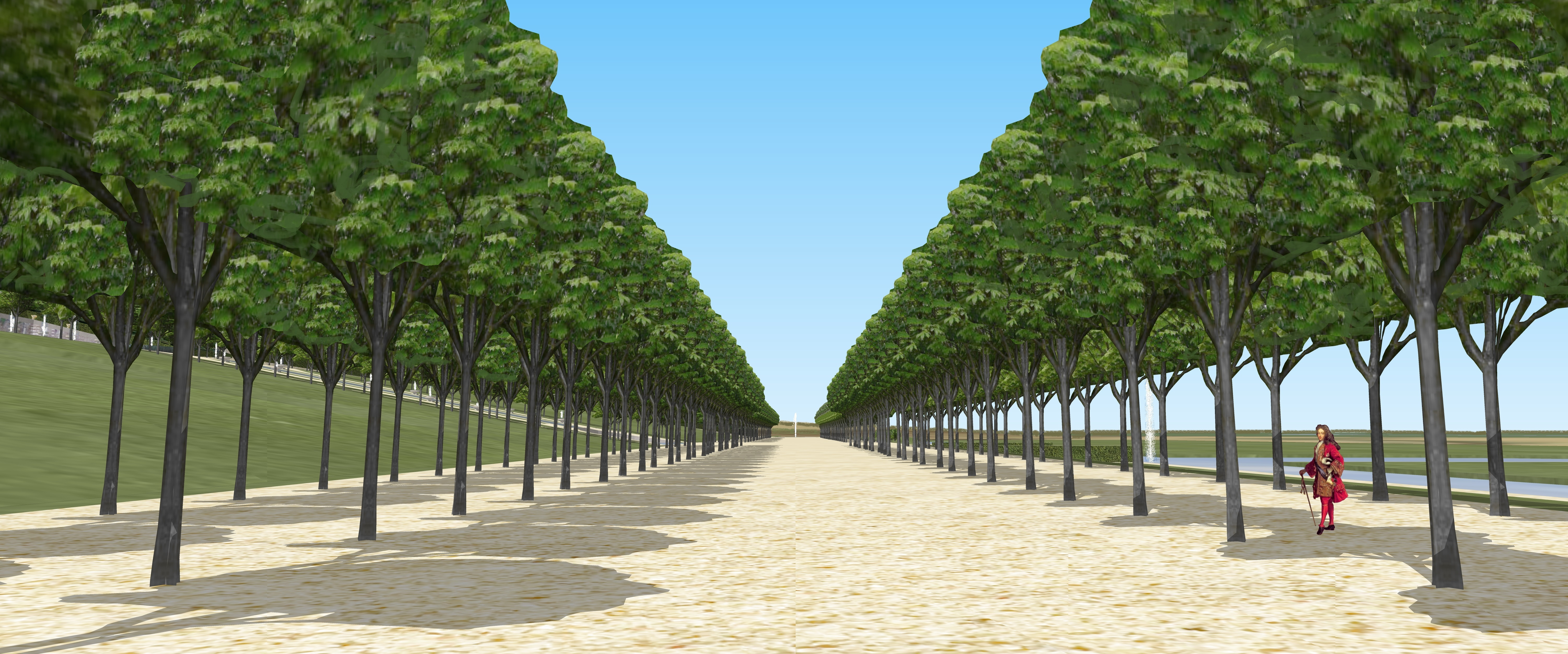
Schéma de l'allée basse des jardins de Juvisy, depuis le bout du parterre, XVIIe siècle.
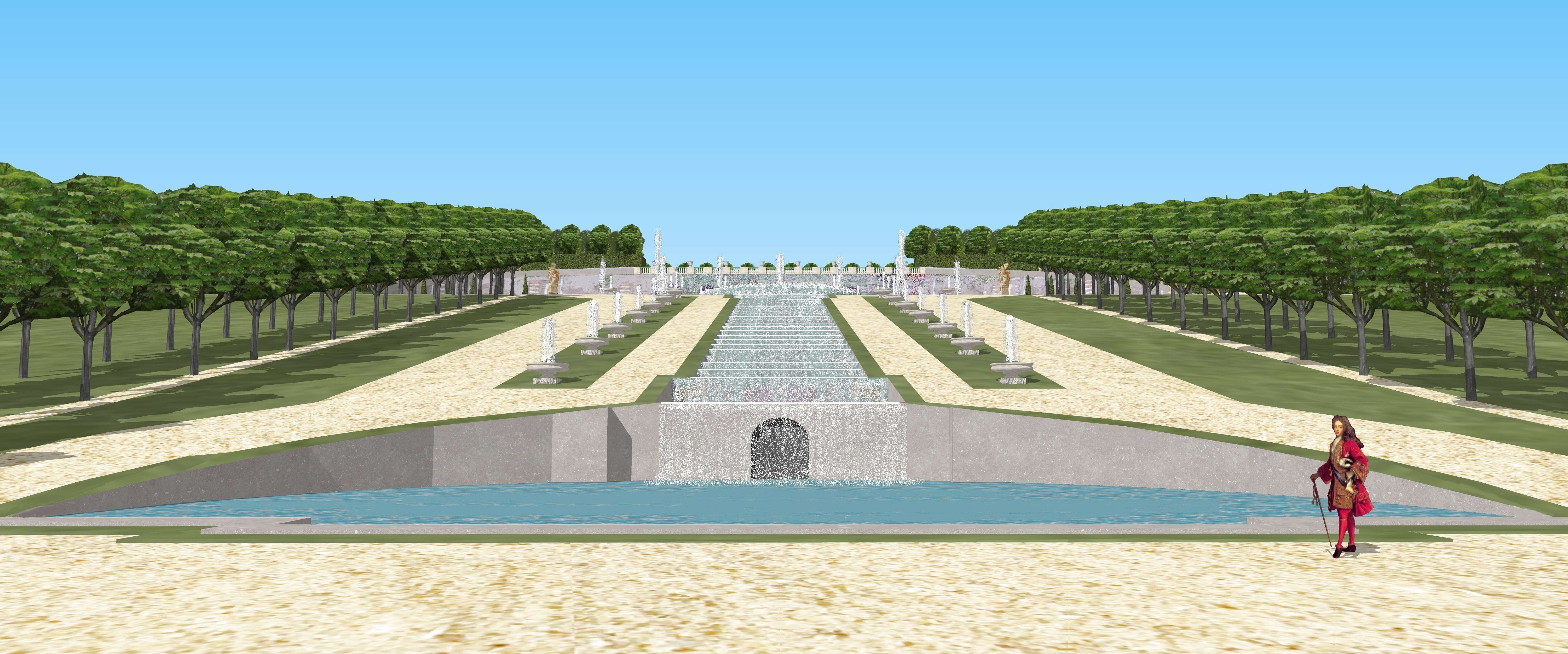
Vue depuis le bas des cascades du château de Juvisy, XVIIe siècle.
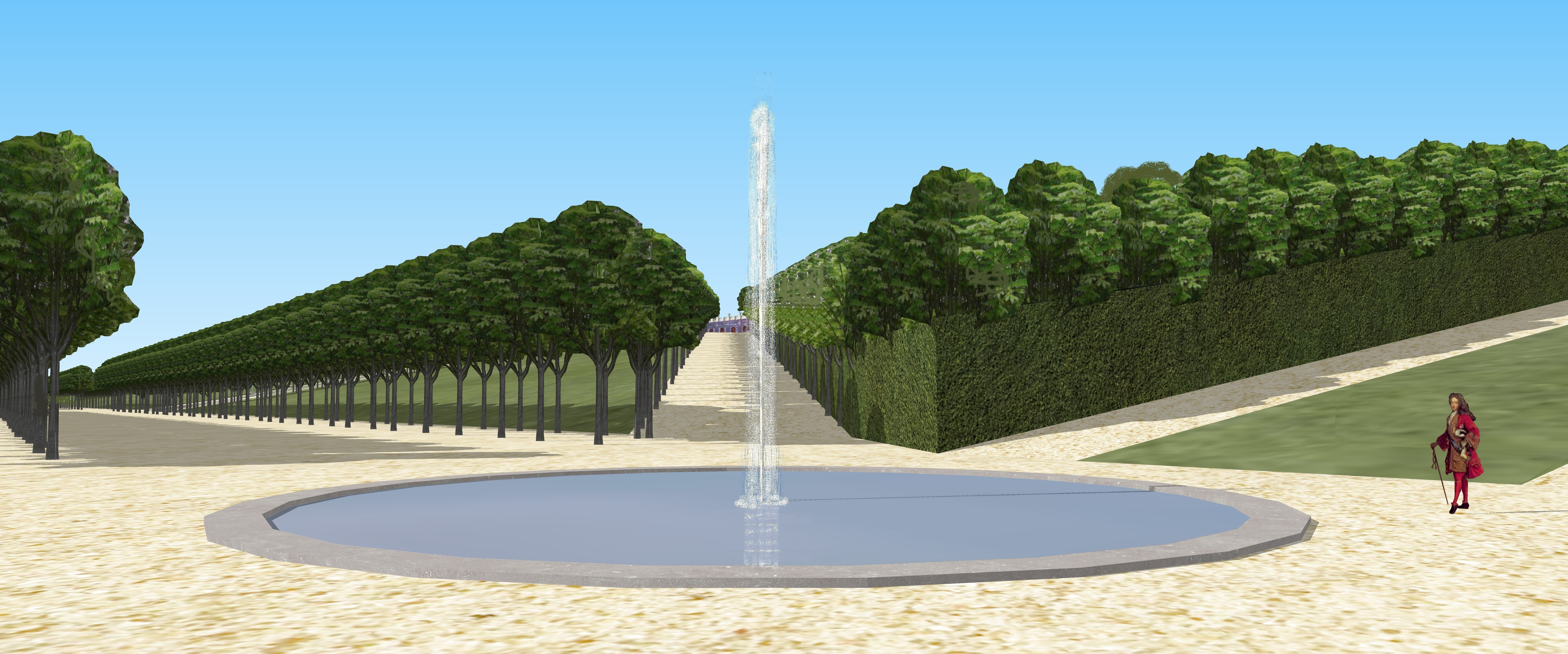
Vue restituée depuis le bassin du bout de l'allée basse, en regardant l'allée qui mène aux Grottes, XVIIe siècle.
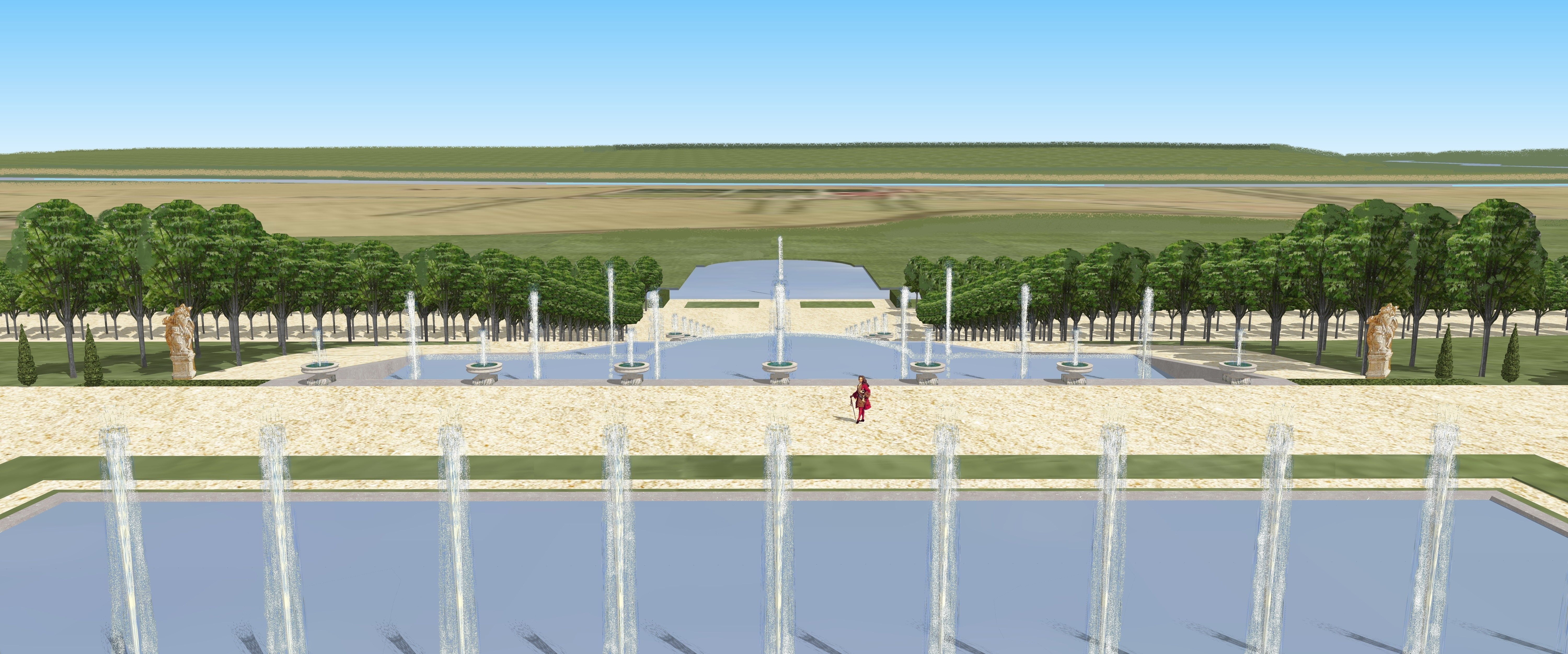
Restitution de la vue depuis la terrasse située au-dessus des grottes de Juvisy, XVIIe siècle. (voir aussi le clip vidéo du même point de vue)
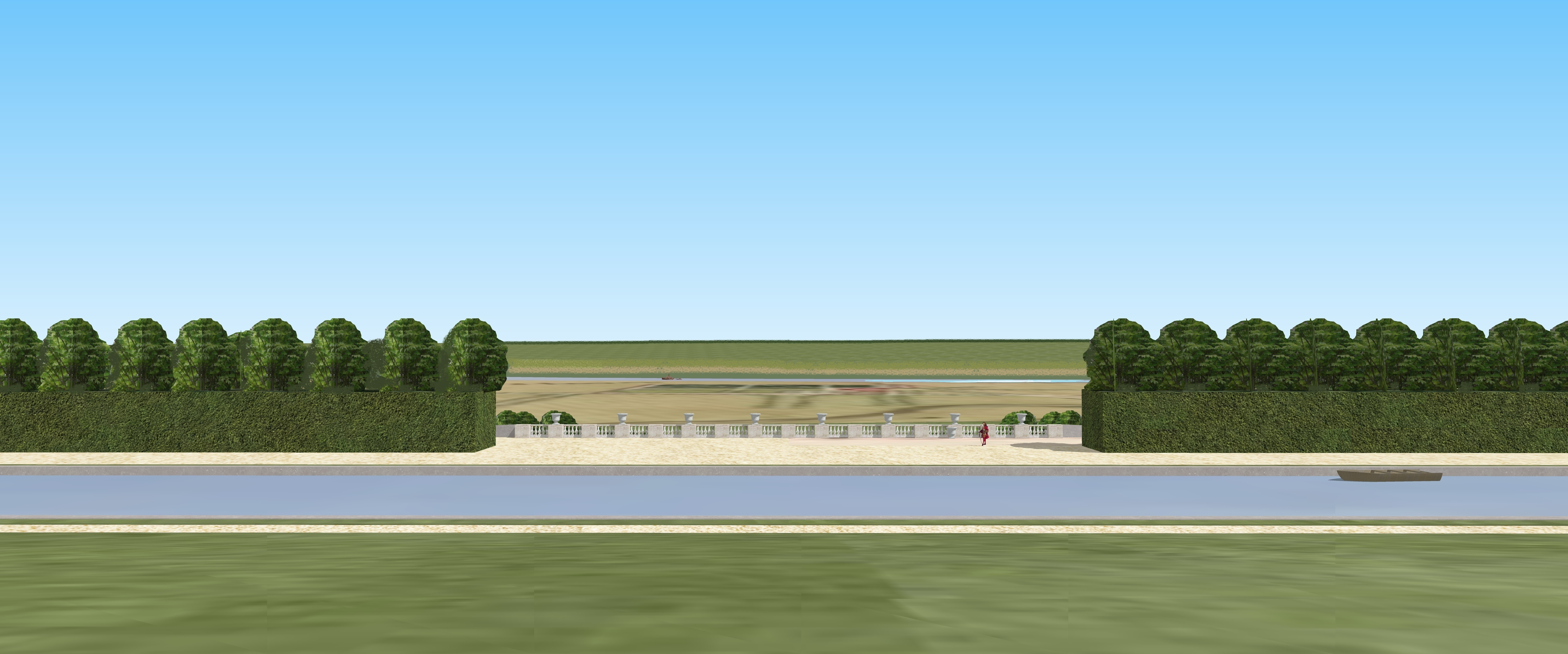
Vue depuis le canal haut des jardins du château de Juvisy.
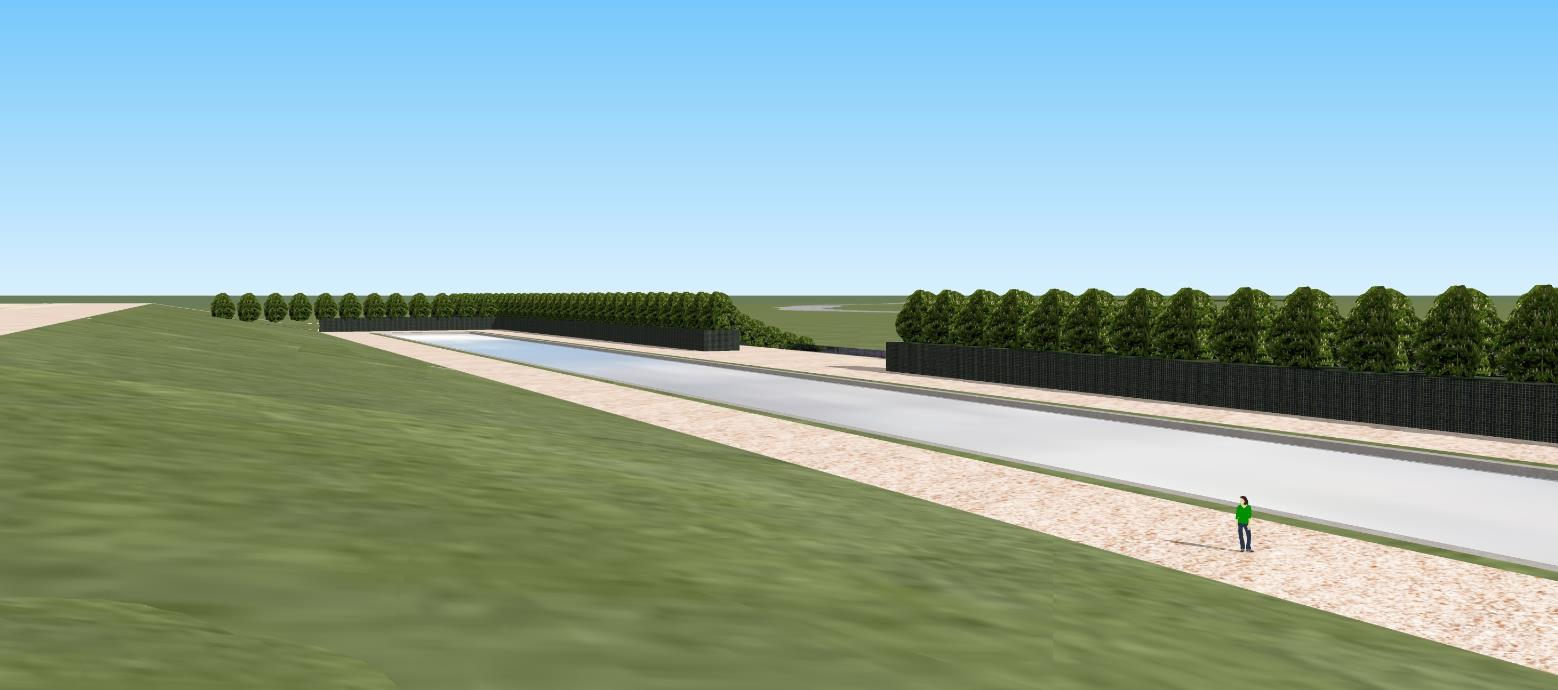
Vue depuis le belvédère de Juvisy, avec la trouée axée sur la boucle de la Seine.